# Yanqui U.X.O.
Yanqui U.X.O. — третий студийный альбом канадской пост-рок группы Godspeed You! Black Emperor. Альбом был издан на лейбле Constellation 4 ноября 2002 года в Европе и спустя неделю в остальном мире.

## Об альбоме
«Yanqui» — испанское слово, переводимое как «янки». В буклете «Yanqui» так же называют «многонациональной корпоративной олигархией». «U.X.O.» — аббревиатура, означающая «неразорвавшийся снаряд» (англ. unexploded ordnance). В состав упаковки альбома входила схема, якобы отображающая связь между 4 крупнейшими звукозаписывающими студиями (AOL Time Warner, BMG, Sony, Vivendi Universal) и различными производителями оружия. На обложке была размещена фотография падающей бомбы. Позже группа заявила, что некоторые из их исследований были неточными, и принесла официальные извинения.
Участники группы описали звук этого альбома как «просто сырой, сердитый, диссонирующий, эпический инструментальный рок». Альбом получил различные оценки у критиков. В онлайн-каталоге Allmusic этот альбом назвали лучшим в творчестве группы, а на сайте Pitchfork высмеяли музыкантов за «медлительность и отсутствие изобретательности». Вскоре после релиза группа заявила о бессрочном отпуске, который продлился до 2010 года.

## Композиции

### Компакт-диск
| №  | Название                        | Длительность |
| -- | ------------------------------- | ------------ |
| 1. | «09-15-00»                      | 16:27        |
| 2. | «09-15-00 (cont.)»              | 6:17         |
| 3. | «Rockets Fall on Rocket Falls»  | 20:42        |
| 4. | «Motherfucker=Redeemer»         | 21:22        |
| 5. | «Motherfucker=Redeemer (cont.)» | 10:10        |

### Виниловая пластинка
| №  | Название   | Длительность |
| -- | ---------- | ------------ |
| 1. | «09-15-00» | 22:40        |

| №  | Название                       | Длительность |
| -- | ------------------------------ | ------------ |
| 2. | «Rockets Fall on Rocket Falls» | 20:43        |

| №  | Название                | Длительность |
| -- | ----------------------- | ------------ |
| 3. | «Motherfucker=Redeemer» | 21:30        |

| №  | Название                                                                             | Длительность |
| -- | ------------------------------------------------------------------------------------ | ------------ |
| 4. | «Motherfucker=Redeemer (cont.)" - (Безымянный: George W. Bush нарезка записей речи)» | 15:25 - 3:40 |

## Состав группы
Godspeed You! Black Emperor
- Thierry Amar — бас-гитара
- David Bryant — электрогитара
- Bruce Cawdron — барабаны
- Aidan Girt — барабаны
- Norsola Johnson — виолончель
- Efrim Menuck — электрогитара
- Mauro Pezzente — бас-гитара
- Roger Tellier-Craig — электрогитара
- Sophie Trudeau — скрипка

Другие музыканты
- Josh Abrams — контрабас
- Geof Bradfield — бас-кларнет
- Rob Mazurek — труба
- Matana Roberts — кларнет